# Copa Europeia/Sul-Americana de 1991
A Copa Europeia/Sul-Americana de 1991, também conhecida como Copa Toyota e Copa Intercontinental, foi a 30.ª edição da competição, disputada na cidade de Tóquio no Japão em 8 de dezembro de 1991. O confronto envolveu o Colo-Colo, do Chile, campeão da Taça Libertadores da América e o Estrela Vermelha, da Iugoslávia, campeão da Liga dos Campeões da UEFA.
Em 27 de outubro de 2017, após uma reunião realizada na Índia, o Conselho da FIFA reconheceu os vencedores da Copa Intercontinental como campeões mundiais.

## História
Nesse ano, os clubes que participaram eram estreantes e pertenciam a países que nunca tinham participado da Copa Intercontinental até então.
Depois de vencer o Olympique de Marseille na final da Liga dos Campeões de 1991, o Estrela teve pela frente o campeão da Libertadores de 1991, o Colo-Colo (CHI), comandado curiosamente por um iugoslavo, o treinador Mirko Jozic. A decisão foi toda do Estrela, que não deu chances ao rival. Jugovic, talentoso meia do time, abriu o placar aos 19´. No final do primeiro tempo, Savicevic foi expulso, dando uma dose de esperança ao Colo-Colo. Mesmo com um jogador a mais, os chilenos continuaram a não ver a cor da bola e Jugovic, aos 58´, e Pancev, aos 72´, deram números finais ao placar: 3 a 0. O Estrela Vermelha se tornava o primeiro clube do leste europeu campeão intercontinental, entrando de vez no rol dos grandes clubes do futebol mundial. Mas ali, no Japão, acabaria o período mais brilhante do clube.

## Clubes Participantes
| Confederação | Equipe           | Classificação                                           | Participação |
| ------------ | ---------------- | ------------------------------------------------------- | ------------ |
| CONMEBOL     | Colo-Colo        | Campeão da Copa Libertadores da América de 1991         | 1ª           |
| UEFA         | Estrela Vermelha | Campeão da Taça dos Clubes Campeões Europeus de 1990–91 | 1ª           |

## Chaveamento
|  | A Classificação[NOTA]  | A Classificação[NOTA] | A Classificação[NOTA] | A Classificação[NOTA] |   |                  | Copa Intercontinental | Copa Intercontinental | Copa Intercontinental | Copa Intercontinental |
|  |                        |                       |                       |                       |   |                  |                       |                       |                       |                       |
|  | Estrela Vermelha (pen) | 0                     | (5)                   | –                     |   |                  |                       |                       |                       |                       |
|  | Olympique de Marseille | 0                     | (3)                   | –                     |   |                  |                       |                       |                       |                       |
|  | Olympique de Marseille | 0                     | (3)                   | –                     |   | Estrela Vermelha | 3                     | –                     | –                     |                       |
|  |                        |                       |                       |                       |   | Estrela Vermelha | 3                     | –                     | –                     |                       |
|  |                        | Colo-Colo             | 0                     | –                     | – |                  |                       |                       |                       |                       |
|  | Colo-Colo              | Colo-Colo             | 0                     | –                     | – | 0                | 3                     | –                     |                       |                       |
|  | Colo-Colo              |                       |                       |                       |   | 0                | 3                     | –                     |                       |                       |
|  | Olimpia                | 0                     | 0                     | –                     |   |                  |                       |                       |                       |                       |

Notas
- NOTA^  Essas partidas não foram realizadas pela Copa Intercontinental. Ambas as partidas foram realizadas pelas finais da Liga dos Campeões da Europa e Copa Libertadores da América daquele ano.

## Final
| 8 de dezembro de 1991 | Estrela Vermelha              | 3 – 0 | Colo-Colo | Estádio Nacional , Tóquio, Japão            |
|                       | Jugović 19', 58' · Pančev 72' |       |           | Público: 60 000 Árbitro: Kurt Röthlisberger |

| Red Star | Colo Colo |

Estrela Vermelha: Milojević, Belodedici, Radinović, Najdoski, Vasilijević, Mihajlović, Stošić, Jugović, Ratković, Savićević e Pančev. Técnico: Vladica Popović
Colo-Colo: Morón, Garrido, Margas, Miguel Ramírez (Rubio), Salvatierra (Dabrowski), Mendoza, Vilches, Barticciotto, Pizarro, Yáñez e Martínez. Técnico:: Mirko Jozić

## Campeão
| Copa Européia/Sul-Americana de 1991 |
| ----------------------------------- |
| Estrela Vermelha 1º Título          |